# 480 (szám)
A 480 (római számmal: CDLXXX) egy természetes szám.

## A szám a matematikában
A tízes számrendszerbeli 480-as a kettes számrendszerben 111100000, a nyolcas számrendszerben 740, a tizenhatos számrendszerben 1E0 alakban írható fel.
A 480 páros szám, összetett szám, kanonikus alakban a 25 · 31 · 51 szorzattal, normálalakban a 4,8 · 102 szorzattal írható fel. Huszonnégy osztója van a természetes számok halmazán, ezek növekvő sorrendben: 1, 2, 3, 4, 5, 6, 8, 10, 12, 15, 16, 20, 24, 30, 32, 40, 48, 60, 80, 96, 120, 160, 240 és 480.
Erősen bővelkedő szám: osztóinak összege nagyobb, mint bármely nála kisebb pozitív egész szám osztóinak összege.
Erősen tóciens szám: bármely nála kisebb számnál többször szerepel a φ(x) függvényértékek között.
A 480 négyzete 230 400, köbe 110 592 000, négyzetgyöke 21,90890, köbgyöke 7,82974, reciproka 0,0020833. A 480 egység sugarú kör kerülete 3015,92895 egység, területe 723 822,94739 területegység; a 480 egység sugarú gömb térfogata 463 246 686,3 térfogategység.